# Hans Jacob Sparre
Hans Jacob Sparre (18. november 1861 i Nore (Numedal) - 1937) var en norsk arkitekt, søn af Ole Jacob Sparre.
Sparre blev 1881 udeksamineret fra Bergens tekniske Skole og studerede arkitektur ved Hannovers tekniske højskole. Efter i 9 år at have opholdt sig i Berlin og andre tyske byer overtog han bestyrelsen af Arendals tekniske aftenskole og blev 1893 ansat som bygningsinspektør i Bergen. Han etablerede sig 1897 som arkitekt i Kristiania, da han efter offentlig konkurrence var blevet overdraget udførelsen af den nye justitsbygning. Den, der er opført nærmest i renaissanceformer, i tegl og hugget sten, er et meget holdningsfuldt værk (fuldendt og indviet januar 1903). I 5 år redigerede han "Teknisk Ugeblad" og "Tidsskrift for Haandværk og Industri". Han var i 2 år formand i den norske ingeniør- og arkitektforening og var senere (1911) formand i Kristiania Arkitektforening. Fra 1906 var han medlem af Kristiania kommunestyre og formand i hovedstadens Venstreforening. Han har blandt andet opført Johanneskirken i Stavanger og Sparebanken i Bergen. Sparre har også i en årrække været bygningschef i Kristiania.